# Bernícia

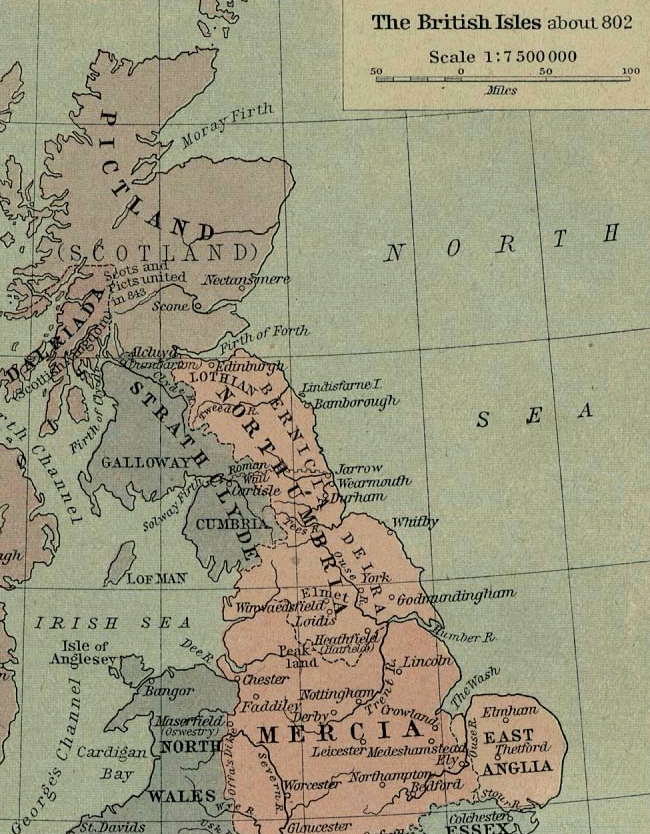
A junção Bernícia e Deira deu origem à Nortúmbria

A Bernícia (em inglês antigo: Bernice, Beornice) era um reino anglo-saxão estabelecidos por colonos anglos do século VI, onde é agora o sudeste da Escócia   e o nordeste da Inglaterra.
O território da Bernícia ânglica era aproximadamente equivalente aos municípios modernos britânicos de Northumberland, Durham, Berwickshire e East Lothian, que se estende do Forth ao Rio Tees. No início do século VII, fundiu-se com seu vizinho do sul, Deira, para formar o reino de Northumbria e de suas fronteiras, posteriormente expandiu-se consideravelmente.

## Etimologia
"Bernicia" é mencionada no século IX no livro Historia Brittonum (§ 61) sob o nome galês de Berneich ou Birneich e na antiga poesia galesa e em outros lugares sob o nome de Bryneich ou Brynaic.
Não é muito claro se essas formas representam uma versão galeses do nome Bernicia ou se o nome refere-se  a um reino ou província antiga do bretões, que foi aprovado (o nome) pelos colonos da Anglia e processado como Bernice ou Beornice na língua inglesa antiga.
A última hipótese é geralmente a mais aceita, embora nenhuma etimologia tenha consenso. A etimologia que é o mais amplamente citada é a proposta por Kenneth H. Jackson, que dá o significado de "Terra das passagens de montanha" ou "Land of the Gaps".
Ainda há a teoria de se tratar do nome tribal dos brigantes (povo local),mas essa foi julgada uma teoria linguisticamente improvável. Mais recentemente, porém, John T. Koch sugeriu que, embora a forma primária é provavelmente seja "Bernech", foi confundida com a forma nativa "Brïγent" para a  antiga cidade de Briganto como resultado da expansão dos anglos nesse território durante o século VII.

## Origem
O reino bretão da área foi formado a partir do que tinha sido uma vez as terras do sul do Votadini, possivelmente como parte da divisão de um suposto "grande reino do norte" (da Coel Hen) em 420.a.C . Este reino do norte é chamado pelos estudiosos galês como Yr Hen Ogledd ou, literalmente, "O Norte Velho". A capital do reino pode ter estado que mais tarde se tornou a cidade inglesa de Bamburgo (Bamburgh),  que em galês é conhecida como Din Guardi, estabelecida na ilha de Lindisfarne (anteriormente conhecida, em galês, como Ynys como Metcaut), que se tornou a sede dos bispos Bernicianos. Desconhece-se quando os  anglos finalmente conquistaram toda a região, mas cerca de 604 é o mais provável.